# Bingo Reyna
Alberto Kreimerman,(Paternal, Buenos Aires, Argentina) más conocido por su nombre artístico de Bingo Reyna, es un músico y cantante argentino.

## Carrera
Estudió de chico música clásica a pesar de que sus padres querían que siguiera otra carrera. Se inició en el grupo musical Los Bemoles, en guitarra. 
Excelente guitarrista, fue integrante de los grupos Jackie y los Ciclones, allí lo contratan para que toque la segunda guitarra, para luego ser el primer guitarrista. Al alejarse formó con integrantes del grupo Las Sombras Rojas su propio conjunto: Beto y los Huracanes, grabando en el sello Disc Jockey temas instrumentales y cantados donde la primera voz fue Cacho Castaña con el nombre artístico de Giuliano, luego llegaría la oportunidad de ser guitarrista solista y así es bautizado con el nombre de “Bingo Reyna y su conjunto”, grabando varios discos larga duración hasta finales de los años 60.
Luego grabó varios discos como solista, interpretando los grandes temas del momento, música brasileña, hawaiiana, etc. También es conocido como "El gigante de la guitarra".
En cine tuvo una aparición en la película El novicio rebelde, de 1968, con dirección de Julio Saraceni, y los protagónicos de Joe Rígoli, Ubaldo Martínez, Haydeé Padilla, Ricardo Bauleo y Olinda Bozán.
En México compuso Si los niños gobernaran al mundo, uno de los temas más exitosos del programa En familia.
Actualmente está dedicado a la fundación Hermes Music que creó hace 24 años en Estados Unidos en la ciudad de Mc. Allen Texas y que comenzó como una tienda de instrumentos musicales pero que finalmente le permitió cumplir su sueño de estar siempre sensible a las desigualdades sociales y comprometido profundamente con el amor. Cuando la tienda empieza a tener sus primeros frutos de éxito y se expande por la frontera norte de E.U.A., es cuando Alberto Kreimerman, toma la firme decisión de que una parte de las ganancias las destinará a la compra de juguetes para niños pobres de las comunidades de Reynosa Tamaulipas en la frontera norte de México.
Entre sus amplio repertorio se encuentran temas como El gusano, Ritmo Bingo N° 2, Tiempo de los dos, Los molinos de tu pensamiento, Canción para tus ojos tristes, Redoblando cuerdas, Flechitas, Espejismo, Tema del fantasma, Penas del corazón, Azúcar caliente, Esto será hermoso, Sr. Canibal, Déjame En libertad, Cuando Tenga 64 Años, Rosa...Rosa y Casatschok (estas dos últimas matizadas por Jorge López Ruiz).

## Filmografía
- 1968: El novicio rebelde.

## Televisión
- 1962: El clan del dos, de Horacio Cánepa, junto a Dolores De Cicco.

## Álbumes
JACKIE Y LOS CICLONES (1963):
- 01. Okey muchachos
- 02. Manos inquietas
- 03. Susy la coqueta
- 04. Daniela
- 05. 20 millas
- 06. Adivina adivinador
- 07. Corre Gonzales corre Gonzales
- 08. Twisteando hasta el amanecer
- 09. Lección de twists
- 10. El camino de la dicha
- 11. Fugitiva
- 12. Fiesta danzante
- 13. Okey Al Madison
- 14. Dile
- 15. Limbo rock
- 16. Okey Chicas
- 17. Hava Nagilan
- 18. La bamba
- 19. Yo el solitario
- 20. Pepe's Clan
- 21. Vuelve a mi club
- 22. Holly gully vock
- 23. Loop de loop
- 24. Tiempo tormentoso
- 25. Tan profundo
- 26: Gritare al mundo

BINGO REYNA: RITMO BINGO:
• 01. Esto será hermoso
• 02. Presentimiento
• 03. Trozos de arco iris
• 04. Señor Caníbal
• 05. La Cumparsita
• 06. Azúcar caliente
• 07. Espejismo
• 08. Boss Guitar
• 09. Chiribín chiribón
• 10. Ritmo Bingo
• 11. Submarino Amarillo (Yellow Submarine)
• 12. Arriba y abajo.

BINGO REYNA Y SU CONJUNTO - INCREÍBLE:
- 01. La brisa y yo
- 02. Señor Yammamoto
- 03. Prueba de fuego
- 04. Dios está llorando
- 05. Llorar por una sombra
- 06. El mundo que conocimos
- 07. Hay una montaña
- 08. Czardas
- 09. Dejame en libertad
- 10. Tren nocturno
- 11. No puedo quitar mis ojos de ti
- 12. Ocaso canadiense[5]

BINGO REYNA Y SU GUITARRA DE FUEGO:
- 01. Poco puedo darte
- 02. Títere
- 03. El fin de un amor
- 04. 400 HP
- 05. Jinetes en el cielo
- 06. No dejes entrar al gato
- 07. Yo te dare el cielo
- 08. Hay una especie de silencio
- 09. La plaza
- 10. En el parque de diversiones
- 11. Delicado
- 12. Bailando el rock[6]

LO MEJOR DE BINGO REYNA:
- 01. Czardas- (Monti)
- 02. La cumparsita- (Rodríguez / Contursi / Maroni)
- 03. Presentimiento - (Billota / Imperatori)
- 04. Títere- ["A Puppet on a string"]- (Martín / Coulter)
- 05. Esmeralda- (Reyna)
- 06. Jinetes en el cielo- (S. Jones)
- 07. Mi payaso- (Reyna / Castagna)
- 08. Delicado- (Acevedo)
- 09. El choclo - (Villoldo / Catán / Discepolo)
- 10. Penas del corazón - (Cleemen / Offmant)
- 11. Hay una especie en el silencio - ["There's a kind of hush"]- (Stephens / Reed)
- 12. Señor caníbal - (Gustín / Teze)[7]

BINGO REYNA: LA GUITARRA DE ORO (sello CBS, 1968):
• 01. Yo tengo penas
• 02. Piccolo man
• 03. Tiempo de los dos
• 04. Improvisación
• 05. Marcha turca
• 06. Canción para tus ojos tristes
• 07. Guitarra triste
• 08. Giuseppe en Pennsylvania
• 09. En julio
• 10. Pájaro campana
• 11. Los molinos de tu pensamiento
• 12. Esta noche me decido.

BINGO REYNA: MI CORAZÓN ES UNA GUITARRA (sello CBS, 1969):
- 01. Rosa...Rosa
- 02. En la cascada
- 03. En el vaivén
- 04. Vuelvo a naufragar
- 05. Cleptomanía
- 06. Está la cosa negra, negra
- 07. Casatschok
- 08. Yo quiero soñar
- 09. Zum zum zum
- 10. Ven a mi mundo
- 11. Flechitas
- 12. Bonanza[8]